# Acronicta harveyana
Acronicta harveyana là một loài bướm đêm trong họ Noctuidae.